# Pseudogekko compresicorpus
Espèce
Synonymes
- Luperosaurus compresicorpus Taylor, 1915
- Pseudogekko compressicorpus (Taylor, 1915)

Statut de conservation UICN

 LC  : Préoccupation mineure
Pseudogekko compresicorpus est une espèce de geckos de la famille des Gekkonidae.

## Répartition
Cette espèce est endémique des Philippines,.

## Publication originale
- Taylor, 1915 : New species of Philippine lizards. Philippine Journal of Science, vol. 10, p. 89-109 (texte intégral).